# مارثا بارك كاستيس بيتر
مارثا بارك كاستيس بيتر (بالإنجليزية: Martha Parke Custis Peter) هي نجمة اجتماعية أمريكية، ولدت في 31 ديسمبر 1777، وتوفيت في 13 يوليو 1854.